# WebMoney
WebMoney, или WebMoney Transfer (произносится «Вэбма́ни»), — электронная система расчётов, основанная в 1998 году и принадлежащая WM Transfer Ltd. Юридически в системе происходит передача (трансфер) имущественных прав, учёт которых осуществляется при помощи специальных расчётных единиц — «титульных знаков», номинированных в привязке к разным валютам и золоту. WebMoney не зарегистрирована в качестве электронной платёжной системы в России, поскольку c юридической точки зрения титульные знаки не являются электронными деньгами.
По состоянию на февраль 2022 года, количество регистраций в системе WebMoney превысило отметку в 45 миллиона аккаунтов. За 2014 год, согласно внутренней статистике WebMoney, количество операций в системе составило более 160 миллионов транзакций, их объём — более 17 млрд долларов.
По результатам проведённого в 2014 году исследования e-Finance User Index 34,4 % пользователей Рунета использовали кошельки WebMoney (при том, что 56,6 % пользователей указали, что пользуются хотя бы одним электронным кошельком). По данным Mediascope, в 2018 году кошельками WebMoney воспользовались 38,9 % россиян, совершавших покупки в интернете.

## Юридический статус
На официальном сайте WebMoney Transfer описывается как «международная система расчётов и среда для ведения бизнеса в сети».
Владельцем и администратором системы является «WM Transfer Ltd». На официальном сайте не указаны ни юрисдикция данной компании, ни её владельцы, указана лишь управляющая компания — Международная адвокатская компания UAB «DEED BALTIC», Вильнюс, Литва.
Техническая поддержка и разработка ПО находятся в России. Главный центр аттестации располагается в Москве.
По каждому типу кошельков (валют) действуют отдельные гаранты, которые являются юридическими лицами, зарегистрированными в разных странах:
- Гарантом по WMZ выступает компания Amstar Holdings Limited, Гонконг[9].
- Гарантом по WME выступает компания Netec Financial Ltd., ОАЭ[9].
- Гарантом по WMK выступает платежная организация ТОО «Гермес Гарант Групп»., Казахстан.
- Гарантом по WMG выступает SANTIKA BUSINESS GROUP INC, Сингапур.
- Гарантом по WMX, WMH, WML, WMF и WMT выступает INDX Transactions Ltd, Гонконг.

С юридической точки зрения, титульные знаки являются не электронными деньгами, согласно их определению в ряде юрисдикций, а финансовыми активами (ценными бумагами, подарочными сертификатами или уступкой права требования), которые могут быть законным предметом купли-продажи, передачи или мены, но их передача не является денежным переводом. При этом не совершается и никаких банковских операций, именно поэтому функционирование системы WebMoney в России не попадает под действие банковского законодательства и Федерального закона «О национальной платёжной системе».
Регулируется лишь нормативными актами, посвящёнными обороту ценных бумаг, в частности Гражданским кодексом Российской Федерации, Положением Банка России «О безналичных расчётах в Российской Федерации» (гл. 7 ч. I «Расчёты чеками») и прочими.
В ноябре 2015 года WebMoney получила европейскую лицензию FCA (Financial Conduct Authority), закрепившую за её европейским гарантом WebMoney Europe Ltd. официальный статус эмитента электронных денег во всех странах, входящих в европейскую экономическую зону. (С июля 2022 года новым гарантом по WME является Netec Financial Ltd ) Таким образом, используемые в системе WME-кошельки, в свою очередь, приобрели статус электронных денег, полностью соответствующих законодательству Евросоюза.

## Работа системы

### Эквиваленты валют
В системе обращаются несколько типов расчётных единиц — «титульных знаков», которые учитываются в соответствующих электронных кошельках:
- WME — эквивалент EUR в Е-кошельках;
- WMZ — эквивалент USD в Z-кошельках;
- WMK — эквивалент KZT в K-кошельках[15];
- WMG — эквивалент 1 грамма золота в G-кошельках;
- WMC и WMD — эквиваленты WMZ для кредитных операций в С- и D-кошельках;
- WMX — эквивалент 0,001 BTC в X-кошельках[16];
- WMH — эквивалент 0,001 BCH в H-кошельках[17];
- WML — эквивалент 0,001 LTC в L-кошельках[18];
- MDL — эквивалент молдавского лея в MDL-кошельках[19];
- WMF — эквивалент 0,001 ETH в F-кошельках;
- WMT — эквивалент 1 USDT в T-кошельках.

Перевод средств возможен только между кошельками одного типа. Обмен титульных знаков различных типов производится в обменных сервисах, которые могут не относиться к WMT непосредственно.
Сама система не участвует в обмене в качестве одной из сторон, но предоставляет сервис http://wm.exchanger.ru Архивная копия от 18 ноября 2016 на Wayback Machine, в котором участники системы производят обмен друг с другом.

### Комиссия
За каждый перевод средств система взимает с отправителя комиссию 0,8 %, минимум — 0,01 WM. Максимальная комиссия за один платеж в зависимости от типа кошелька ограничена следующей суммой: 50 WMZ, 50 WME, 9.000 WMK, 2 WMG, 5 WMX, 30 WMH, 150 WML, 50 WMF, 50 WMT. За совершение кредитных сделок с владельцев WMD-кошельков взимается комиссия в размере 0,1 % от суммы каждого представленного ими кредита, но не менее 0,01 WMZ.
Комиссия не взимается за транзакции между однотипными кошельками одного WM-идентификатора, также с участников, имеющих аттестат не ниже начального, не взимается комиссия между однотипными кошельками всех WM-идентификаторов, присоединённых к аттестату. WebMoney Transfer не взимает комиссию за обслуживание неактивных WMID.
Тарифы на ввод/вывод средств устанавливают участники подобных операций (банки, обменные пункты, платёжные системы), а не система WebMoney.

### WM-идентификаторы
При регистрации в системе WMT, после принятия соглашения системы, пользователь получает случайный 12-значный WM-идентификатор (WMID). Пример: 123456789012. Пользователь может создавать любое количество WM-кошельков. Номер кошелька состоит из буквы, обозначающей его тип, и двенадцати цифр (пример: Z123456789012 для Z-кошелька). Сайт сервиса аттестации WMT позволяет определить WMID владельца по номеру его кошелька, но не наоборот.

### Идентификация, виды аттестатов
Каждый участник системы получает цифровое удостоверение — аттестат. Проверить аттестат любого участника системы можно на сайте центра аттестации WMT Архивная копия от 23 сентября 2011 на Wayback Machine.
Имеется 12 видов WM-аттестатов. Из них наиболее распространены:
- Аттестат псевдонима — аттестат самого низкого уровня. Данные, публикуемые в аттестате, вводятся при регистрации в системе. Выдаётся автоматически. Ввода паспортных данных не требуется.
- Формальный аттестат — данные, публикуемые в аттестате, вводятся на сайте центра аттестации. Выдаётся автоматически. Предоставление паспортных данных обязательно, они проверяются. Однако некоторые сервисы системы требуют загрузки сканов документов, после проверки которых доступен, к примеру, вывод через сервис WebMoney Banks.
- Начальный аттестат — выдаётся персонализатором (участником системы с аттестатом не ниже персонального) после внесения оплаты (в среднем 5–7 WMZ). Предоставленные паспортные данные проверяются персонализатором при личной встрече или после отправки ему по почте нотариально заверенных документов. С 2019 года начальный аттестат также можно получить посредством WebMoney Video ID — системы видеоидентификации клиентов, позволяющей подтвердить личность удаленно[23]. Начальный аттестат подтверждает, что публикуемые в аттестате паспортные данные проверены. Также начальный аттестат может быть выдан автоматически Архивная копия от 14 января 2012 на Wayback Machine (бесплатно), после пополнения кошелька через некоторые системы переводов и загрузки на сайт сканов документов. По состоянию на апрель 2019 года, почти 175 тысяч пользователей системы WMT имеют начальные аттестаты[24].
- Персональный аттестат — выдаётся регистратором после оплаты (в среднем 10—20 WMZ) и является основным аттестатом в системе WMT. Предоставленные паспортные данные проверяются регистратором при личной встрече или после отправки ему по почте нотариально заверенных документов (стоимость 19 WMZ в России). Персональный аттестат предоставляет пользователю большое число преимуществ по сравнению с аттестатами более низких уровней. По состоянию на апрель 2019 года, чуть более 175 тысяч пользователей системы WMT имеют персональные аттестаты[24].
- Аттестат регистратора — аттестат самого высокого уровня. Он выдаётся только Центром аттестации системы при личной встрече в московском офисе Webmoney. По состоянию на апрель 2019 года, 107 пользователей системы WMT имеют аттестаты регистратора[24].

Также существуют аттестаты, выдаваемые для ведения определённого рода деятельности и являющиеся разновидностями персонального аттестата. К таким аттестатам относятся аттестат продавца и аттестат разработчика. Для представителей организаций предназначены аттестат Capitaller и аттестат расчётного автомата.
Также существуют специальные аттестаты для сервисов и гарантов WMT.

### Арбитраж
На официальном сайте Арбитраж описывается как сервис разрешения споров между участниками системы.
Участник системы может направить в Арбитраж претензию на другого участника в связи с неудовлетворённостью результатом сделки. Существует два типа претензий:
1. Претензия-предупреждение: публикуется автоматически и носит информирующий характер.
2. Претензия-блокировка:
  - приостанавливает обслуживание WMID получателя претензии;
  - требует от заявителя внесения гарантийного залога;
  - требует комментария со стороны получателя;
  - рассматривается в срок не более 3 суток с момента публикации комментария получателем.

Претензию можно подать даже на оператора системы, имеющего право блокировать кошельки. Подача претензий бесплатна. Все претензии просматриваются арбитражем, и в случае подтверждения фактов, о которых говорится в претензии, принимаются соответствующие меры. Претензии рассматриваются в срок до одной недели с момента её регистрации.
Всем претензиям назначается срок актуальности, который рассчитывается индивидуально для каждой претензии. По истечении срока актуальности они переносятся в архив, доступ к которому имеет только адресат претензий. К категории претензий относятся любые претензии к участникам системы, ведущим противоправную, незаконную или аморальную деятельность в Сети с использованием WM-реквизитов (мошенничество, рассылка спама, нарушение авторских прав и т.д).
При наличии между участниками конфликтных операций, претензий на право владения идентификатором (WMID), оснований на оспаривание платежа подаётся платный иск, который рассматриваются арбитражным сервисом. Иски разбирают арбитры, назначаемые из числа пользователей с аттестатами регистратора.
По правилам системы решения арбитража являются окончательными и обжалованию внутри системы не подлежат. Также арбитраж регистрирует электронные контракты между участниками системы. Информация о регистрации контрактов доступна на сайте.

### Программное обеспечение
Для работы в системе можно использовать клиентскую программу WM Keeper WinPro для ОС Microsoft Windows либо веб-версии WM Keeper WebPro или WM Keeper Standard, позволяющие использовать систему пользователям любых ОС. Также реализована поддержка сотовых телефонов при помощи приложения WM Keeper Mobile. Имеются версии для Android, Apple iOS, Windows Phone, BlackBerry OS, Bada, Symbian и телефонов с поддержкой Java. Кроме того, система предлагает управлять кошельками с помощью клиентов, интегрированных в популярные социальные сети — Facebook, ВКонтакте, Одноклассники.
В 2006 году хакер Крис Касперски отмечал, что приложение WM Keeper без разрешения или уведомления пользователя устанавливало системный драйвер, открывающий доступ к портам ввода-вывода; помимо этого, оно работало с жёсткими дисками на низком уровне напрямую (минуя ОС), что, по мнению Касперски, могло разрушить содержимое диска.
С системой WebMoney возможна интеграция внешних ресурсов, принимающих платежи. Есть несколько вариантов интерфейсов для проведения финансовых операций в автоматическом режиме. Например, приём платежей на сайте можно осуществлять через сервис Merchant WebMoney. Это не требует от владельца сайта специальных знаний и навыков и выполняется при помощи автоматического мастера настройки.
XML-интерфейсы открывают наиболее широкие возможности по интеграции. Для использования разработчиками XML-интерфейсов системы создан специальный модуль WMSigner, являющийся программой с открытым исходным кодом (язык реализации C#). Модуль формирует электронно-цифровые подписи на XML-документах, что позволяет разработчикам в своих программах выписать счёт на оплату, перевести средства из одного кошелька в другой, проверить баланс кошелька, отправить сообщение произвольному WM-идентификатору, выполнить другие операции. Официальный сайт разработчика — wmsigner.com.
Модуль WMSigner существует в нескольких вариантах: исполняемый файл для Win32; ActiveX-объект для Win32; вариант для платформы .Net; PHP-вариант.
Для использования модуля WMSigner, поставляемого в виде исполняемого файла или ActiveX-объекта на IIS сервере, необходимы специальные права для запуска. Вариант для платформы .Net не требует регистрации на сервере или специальных прав для своей работы. Кроме того, скорость работы WMSigner для .Net в несколько раз выше.

### Защита пользователей
Для обеспечения безопасной работы с кошельками система WebMoney предусматривает следующие способы аутентификации:
- С помощью файлов с секретными ключами (WM Keeper WinPro).
- С помощью персональных цифровых сертификатов (WM Keeper WebPro).
- С помощью логина и пароля. Как правило, с этим способом используется двухфакторная авторизация — дополнительное подтверждение проверочным кодом, отправляемым в SMS, или с помощью сервиса E-Num, генерирующего одноразовые пароли[33]. Эти же два способа двухфакторной авторизации используются и для подтверждения большинства ключевых операций в системе — переводов WM из одного кошелька в другой кошелёк, оплаты счетов, добавления корреспондентов, выполнения и расторжения escrow-сделок, смены файла ключей или места его хранения в WM Keeper WinPro, создания привязки на сервисе banks.webmoney.ru и прочих[34].

Кроме того, для WM Keeper WinPro и WM Keeper WebPro предусмотрена возможность блокировки по IP, при которой Keeper работает только с компьютеров, IP-адреса которых попадают в ранее заданный пользователем диапазон.
Для защиты от мошенничества при осуществлении перевода в другой WM-кошелёк плательщик может воспользоваться бесплатными услугами «Протекции по коду», «Протекция по времени», «Сервис Escrow». Для этого при осуществлении платежа в окне платежа нужно выбрать соответствующую опцию. В случае «Протекции по коду» получатель платежа не может воспользоваться поступившими денежными средствами, пока не укажет правильный, известный только отправителю цифровой код. Если цифровой код не был введён получателем платежа в течение указанного времени или был введён неправильно 8 раз, деньги автоматически возвращаются отправителю. «Протекция по времени» разрешает получателю воспользоваться полученными по платежу средствами только после окончания определённого отправителем срока. «Сервис Escrow» обеспечивает защиту сделки с использованием залоговых сумм.
Браузерное расширение WebMoney Advisor позволяет оставлять свои и просматривать чужие отзывы о сайтах, получать информацию о посещаемости и рейтинге сайтов.

### Интеграция с другими системами и банками
К WebMoney-кошельку можно прикрепить карты VISA/MasterCard банков, которые поддерживают подобную операцию, а также электронные кошельки в системах Яндекс.Деньги, Qiwi и EasyPay.
Ранее существовала привязка кобрендинговых карт банков «Русский Стандарт» и «Открытие». С 1 июля 2014 года сотрудничество системы WebMoney с этими банками прекращено.
В октябре 2016 года появилась возможность пополнения кошельков через систему Apple Pay.
В феврале 2019 года Сбербанк России объявил об интеграции с Webmoney своей системы мгновенных переводов. Заявлено, что для перевода достаточно знать лишь номер телефона, к которому привязана карта или кошелёк.
В январе 2020 года WebMoney Transfer и НСПК сообщили о подключении WebMoney к системе быстрых платежей (СБП) Банка России. Таким образом, владельцы P-кошельков WebMoney в российских рублях получили возможность мгновенно отправлять средства по номеру телефона в 38 банков-участников СБП, а также получать входящие переводы. Расчётным банком WebMoney по рублёвым кошелькам выступил АО «Банк „ККБ“». Приказом от 11 февраля 2022 № ОД-283 Банком России отозвана лицензия на осуществление банковских операций

### Краудфандинг и другие способы сбора средств
В ноябре 2014 года сервис Funding объединил сразу четыре вида сбора средств: краудфандинг, пожертвования (благотворительность), организацию мероприятий и коллективные покупки. В ноябре 2016 года сервис начал работать и с биткойнами.
В феврале 2018 года Funding получил сервис микроплатежей, ориентированный на платежи блогерам непосредственно во время онлайн-трансляций.

### Коммуникации
WebMoney.Files — собственный файлообменный сервис WebMoney, запущенный в 2006 году. Возможна доступность файла только для конкретно получателя, указанного по WMID.
Events.WebMoney — запущенный в 2010 году сервис событий, аналог социальной сети. В марте 2018 года функционал Events.WebMoney расширен добавлением в него ботов, способных автоматизировать некоторые действия пользователей — проводить голосования, публиковать новости в группе, производить периодические платежи, переводить сообщения на другие языки.
WebMoney Video — сервис видеозвонков появился в октябре 2015 года. Появилась возможность проводить защищённые бесплатные видеоконференции в режиме реального времени используя браузер, WebMoney Keeper или мобильное приложение.

### Автоматизация
Merchant WebMoney обеспечивает автоматизированное оформление платежей за товары или услуги через сайт.
Capitaller обеспечивает коллективное управление кошельками и находящимися на них средствами в интересах группы участников. Сервис Capitaller интегрирован с сервисом Shareholder, на котором осуществляется управление «бюджетными автоматами», созданными на сервисе Capitaller.
Digiseller — конструктор собственных интернет-магазинов для встраивания их в уже существующий сайт.
Mass Payment — сервис массовых платежей для быстрого проведения большого количества однотипных или периодических платежей, в том числе в кошельки поставщиков услуг (интернет-доступ, мобильная связь, телевидение и т. д.).
WebMoney Mentor — сервис для организации и оптимизации постановки задач, а также контроля их выполнения и оплаты. Заказчик ставит задание, которое должен выполнить Исполнитель, и указывает Контролёра, который должен поставить отметку о выполнении. Для каждого задания заказчик устанавливает стоимость исполнения и контроля. Средства резервируются и переводятся автоматически исполнителю и контролёру после выполнения и проверки задания.

### Другие сервисы системы
Debt.WebMoney — позволяет пользователю предоставлять в долг находящиеся в его кошельках денежные средства. Предоставляемые сервисом возможности тесно связаны с показателем уровня доверия (Trust Level, TL) к владельцу WMID со стороны других участников системы.
WebMoney Bonus — кешбэк-сервис, позволяет магазинам создавать самостоятельно настраиваемые и не облагаемые комиссией кешбэки.
 INDX.money (ранее — INDX.ru) — запущенная в 2005 году торговая площадка, ориентированная на торговлю традиционными деривативами, базовым активом которых являются акции крупных мировых и российских компаний — Газпром, Лукойл, Apple, Microsoft, Intel и т. д. Но постепенно были введены в оборот новые ноты, обеспеченные популярными криптовалютами (на март 2018 года на INDX представлено восемь популярных криптовалют). Декларируется, что сервис INDX работает полностью автоматически, позволяя проводить операции напрямую между конечным покупателями/продавцами без брокеров. Возможна маржинальная торговля с использованием кредитного плеча.

## Блокировка клиентских счетов
В соответствии с соглашением, система WebMoney может в одностороннем порядке приостанавливать обслуживание без объяснения причин и уведомления и отказывать в обслуживании. В случае отказа в обслуживании средства возвращаются пользователю на банковский счёт.
В случае потери доступа восстановление контроля над счётом может занять до 20 рабочих дней.

## История
Компания была создана в 1998 году, первая тысяча зарегистрированных пользователей системы была премирована 30 WMZ (тогда они назывались просто WM).
Начиная с 1999 года, в результате сотрудничества с Western Union, стало возможным производить посредством WebMoney почтовые и телеграфные переводы. Также в 1999 году была введена система идентификационных аттестатов.
В 2000 году была запущена новая валюта WMR — электронные чеки в российских рублях. WM (вебдоллары) с этого момента стали называться WMZ.
В 2001 году в системе появилась возможность получения и выдачи кредитов между участниками. Компания ввела ещё одну новую валюту WME — евро.
19 декабря 2003 года у участников системы WebMoney появилась возможность создавать гривневые WMU-кошельки. Гарантом по ним выступила компания ООО «Украинское гарантийное агентство».
2004 год стал для WebMoney годом запуска мобильного клиента (Keeper Mobile), собственной почтовой службы (WebMoney Mail), а кроме того, годом преодоления рубежа в 1 миллион регистраций.
В мае 2005 года ЗАО «Вычислительные силы» (разработчик ПО для WebMoney Transfer) запустило сервис двухфакторной авторизации E-num, представляющий собой специальное приложение, генерирующее одноразовые пароли и устанавливаемое на мобильное устройство участника WebMoney (телефон, смартфон, планшет), таким образом исключающее риск порчи или хищения ключа троянскими и другими вредоносными программами.
Также с сентября 2005 года для каждого участника системы начал рассчитываться и постоянно обновляться бизнес-уровень (business level, BL) — публичная суммарная характеристика уровня деловой активности владельца WMID, высчитываемая на основе данных о продолжительности активного использования им системы WebMoney, количестве корреспондентов, с которыми у участника имелись транзакции, их объёме, а также наличии претензий в адрес участника.
В этом же месяце WebMoney запустила сервис массовых платежей (Mass Payment).
В 2005 году появилась торговая площадка INDX. Изначально она предназначалась для торгов традиционными деривативами, базовым активом которых являются акции крупных мировых и российских компаний. Но постепенно были введены в оборот новые ноты, обеспеченные популярными криптовалютами.
В 2006 году состоялся запуск Долгового сервиса, позволяющего любому пользователю предоставлять в долг находящиеся в его кошельках денежные средства своим корреспондентам. В связи с этим была внедрена ещё одна постоянно обновляемая характеристика для участников системы — Уровень доверия (Trust Level, TL) — степень финансового доверия владельцу WMID со стороны других участников системы.
Также в 2006 система обзавелась ещё двумя Гарантами в Белоруссии (ОАО «Технобанк») и Узбекистане («TILLO-GARANT»), и с их помощью были запущены две новые валюты WMB и WMY.
В том же году WebMoney запустила собственный файлообменный сервис — WebMoney.Files. 
20 июля 2007 года в системе WebMoney были введены кошельки принципиально нового для России типа — WMG или WebMoney Gold. Средства в кошельках системы такого типа обеспечены слиточным золотом не ниже 995-й пробы (то есть 99,5 % чистоты).
В августе 2007 года система запустила собственный вики-ресурс (WebMoney Wiki) — «коллективную» базу знаний о WebMoney, информационным наполнением которого, наряду с представителями системы, могут заниматься рядовые пользователи с аттестатом не ниже Персонального и бизнес-уровнем не ниже 10.
Декабрь 2007 года принёс системе первую престижную награду — WebMoney стала лауреатом Национальной банковской премии в номинации «Лучшая система online платежей».
В 2008 году «Вебпланета» сообщала о случае блокировки пользователя WebMoney за критику на форуме.
В 2009 году был запущен сервис WebMoney Mentor для организации и оптимизации постановки задач, а также контроля их выполнения и оплаты.
В конце 2000-х годов система была запрещена в Германии. В ноябре 2015 года в связи с получением WebMoney Europe лицензии британского финансового регулятора FCA, закрепляющей за компанией статус эмитента электронных денег во всех странах, входящих в европейскую экономическую зону, этот запрет был официально снят.
Вечером 3 марта 2010 года перестал работать сайт компании Tillo Garant — гаранта по WMY. Незадолго до этого была отключена возможность создания WMY-кошельков. 5 марта 2010 года ООО «Tillo Garant» опубликовало сообщение о своей ликвидации. 7 марта пользователи Webmoney в Узбекистане дождались сообщения на сайте «оВебМани. Ру»: несмотря на ликвидацию гаранта, система гарантировала обмен имевшихся у клиентов WMY на WMZ по коммерческому курсу узбекского сума к доллару.
17 марта 2010 года произошёл очередной технический сбой в работе сети платёжных терминалов iBox, в связи с чем на счета пользователей платёжной системы WebMoney были зачислены средства в двойном объёме. По просьбе представителей ООО Айбокс компания «Украинское гарантийное агентство», являющаяся гарантом системы WebMoney Transfer по WMU, временно заблокировала счета около 400 пользователей системы WebMoney, из числа получивших дополнительные средства на свой счёт, но не пожелавших их вернуть.
22 ноября 2010 года Алекс Экслер опубликовал у себя на сайте статью «Webmoney — идите к черту!», в которой раскритиковал запутанную систему авторизации и безопасности Webmoney. 1 декабря 2010 года администратор арбитражного сервиса WebMoney Transfer отказал ему в обслуживании. По следам этой истории журналист издания «Вебпланета» Владислав Михеев написал статью «Webmoney: игра в фантики» с критикой системы. Через три часа после публикации ему было отказано в обслуживании в WebMoney в соответствии с пользовательским соглашением. Директор по развитию WebMoney Transfer Петр Дарахвелидзе связался с хостинговой компанией «Мастерхост», которой принадлежит «Вебпланета», и настаивал на том, чтобы с сайта «Вебпланеты» убрали критический материал. Мастерхост отказался давить на редакцию, после чего WebMoney перестали принимать платежи в адрес «Мастерхоста». Также WebMoney обнулили бизнес-уровень (Business Level) Мастерхост, что означает приостановление или отказ в обслуживании.
В 2010 году WebMoney Transfer запустила новый сервис Events.WebMoney (WebMoney.События) — социальную сеть деловой направленности с элементами корпоративного мессенджера.
Когда в 2011 году в России появилась первая версия закона о национальной платёжной системе, представители Webmoney заявили об отказе регистрироваться в Центробанке по той причине, что их система формально не занимается денежными переводами.
11 июня 2013 года Государственная налоговая служба Украины провела обыск в киевском офисе ООО «Украинское гарантийное агентство» (гарант по операциям с WMU), в ходе которого были изъяты тестовые серверы. СМИ сообщили о блокировании на связанных с WebMoney-Украина счетах 60 млн гривен (около 6 млн евро).
17 марта 2014 года по решению суда блокировка денежных средств на банковских счетах украинской компании-гаранта была снята. 21 мая 2015 года Национальный банк Украины внёс Webmoney.UA в реестр платёжных систем НБУ. WebMoney получил статус внутригосударственной (внутриукраинской) платёжной системы.
Менее чем через месяц один из крупнейших в стране «Ощадбанк» стал новым партнёром WebMoney.UA, что позволило для пополнения WMU-кошельков использовать его информационно-платёжные терминалы, банкоматы, WEB и Mobile-банкинг «Ощад 24/7».
А менее чем через год — в январе 2016 — система WebMoney снова «стала безусловным лидером потребительских предпочтений в Украине» — на ежегодном украинском конкурсе торговых марок «Фавориты Успеха» она была признана лучшей «Системой электронных платежей онлайн» (6-й год подряд).
Спустя два месяца, в марте 2016 года, оргкомитет ещё одного украинского общенационального рейтинга — «Украинская народная премия» — сообщил, что, по результатам независимого рейтингового исследования ТМ, WebMoney получила наибольшее количество голосов и одержала победу в номинации «Лучшая система электронных платежей».
В ноябре 2014 года система WebMoney Transfer запустила сервис Funding, объединяющий на своей платформе сразу четыре вида сбора средств: краудфандинг, пожертвования (благотворительность), организацию мероприятий и коллективные покупки.
В октябре 2015 года WebMoney Transfer представила собственный сервис видеозвонков — WebMoney Video.
В декабре 2015 года WebMoney внедрила интервальную характеристику «Уровень платёжеспособности», который призван отображать способность участника системы полностью и своевременно исполнять свои денежные обязательства. В отличие от предыдущих характеристик (бизнес-уровня и уровня доверия), уровень платёжеспособности отображается не в числовом выражении, а цветовом — наименьшая платежеспособность (меньше 1000 WMZ) обозначается красным цветом, а наивысшая (больше 100 000 WMZ) синим. Рассчитывается уровень платёжеспособности, исходя из истории операций по всем кошелькам участника системы, поведенческих характеристик, регистрационных данных и не зависит напрямую от бизнес-уровня BL, уровня доверия TL и остатков в кошельках.
В марте 2016 года у пользователей рублёвых кошельков Webmoney были отмечены проблемы с выводом денег на банковские счета. Начиная с 9 марта при попытке перечислить деньги со счёта Webmoney на привязанную банковскую карту или банковский счёт пользователю выдавалась ошибка «Недопустимый URI: URI пуст». Судя по сообщениям на форуме Webmoney, произошедшее создало определённые трудности для пользователей системы, многие из которых используют кошелёк этой системы для вывода прибыли. В результате пользователям пришлось воспользоваться альтернативными способами вывода денег — на счета других систем (Contact, «Золотая Корона», «Лидер», «Юнистрим» и пр.), на счёт номера у сотовых операторов с последующим выводом на банковские карты или путём оплаты титульными знаками Webmoney различных услуг на много месяцев вперёд (Интернет, коммунальные услуги и т. п.). В пресс-службе WebMoney приостановление операций по пополнению физическими лицами прикреплённых банковских карт объяснили изменением порядка расчётов и пообещали, что в самое ближайшее время данная возможность будет снова доступна. Также напомнив, что пополнение карт через перевод на банковский счёт работает без изменений и, что для операций вывода любые участники системы WebMoney могут, как и прежде, предъявлять WMR к оплате для получения рублей на банковский счёт или денежным переводом.
По мнению некоторых пользователей форума Searchengines, причиной такого положения дел стала проверка, проведённая в феврале Центробанком в «Консервативном коммерческом банке» — основном расчётном банке Webmoney. Владелец этого банка Андрей Трубицин также является основным учредителем фирмы «Вычислительные силы», разработавшей почти всё программное обеспечение Webmoney. Он и его коллеги в 2000-х годах были представлены в СМИ в качестве руководителей Webmoney в России. В ходе проверки перечисления денежных средств со счетов юридических лиц в WMR-кошельки Центробанк дал «рекомендации, направленные на совершенствование работы с инструментами WebMoney с целью недопущения [их] неправомерного использования». Поскольку система принадлежит иностранной компании, не зарегистрированной в России и формально не занимающейся денежными переводами, Центробанк не может контролировать движение денег в ней (в том числе обнаруживать легализацию преступно полученных доходов через обналичивание) и потому проводит проверки банков, из которых деньги в систему поступают.
13 марта 2016 года информационное агентство ТАСС сообщило, что «электронная система расчётов WebMoney функционирует в обычном режиме».
К концу весны 2016 года система Webmoney предоставила своим пользователям значительно больший ассортимент способов вывода средств на банковские карты, чем тот, что был до инцидента. Необходимость привязывать банковскую карту к ВМ-кошельку и вовсе была упразднена.
7 апреля 2016 года WebMoney Transfer в рамках развития туристического направления объявила о запуске сервиса WebMoney.Travel. Новый сервис заявлен как ориентированный на предоставление полного спектра услуг для планирования путешествий и деловых поездок и позволяет приобрести авиа- и железнодорожные билеты по РФ и международным направлениям, а также забронировать номер в отеле. На ближайшее время обещан раздел и по продаже пакетных туров.
1 августа 2016 года WebMoney Transfer, запустив совместный проект с RunPay Moldova, начала работу с кошельками, номинированными в молдавских леях. RunPay Moldova стала официальным эмитентом и оператором электронных денег в Молдове, а система WebMoney обеспечила молдавским пользователям интерфейс (WebMoney Keeper) для работы с новым электронным молдавским леем и относительно низкие комиссии на вывод средств — 1 % в отделении Moldova Agroindbank или без комиссии через терминальную сеть RunPay Moldova.
6 сентября 2016 года было объявлено, что теперь все покупатели, в том числе не являющиеся участниками WebMoney, смогут расплатиться при помощи биткойнов за любые товары и услуги в магазинах, авторизованных системой WebMoney Transfer. Первоначально приём биткойнов на счёт продавца планировалось осуществлять только в титульных знаках WMX, но уже в конце октября WebMoney Transfer обеспечила приём платежей в биткойнах с автоматической конвертацией в WMZ, WMR и WMU.
11 октября 2016 года WebMoney Transfer представила ещё одну новую возможность пополнения кошельков — через систему мобильных платежей Apple Pay.
В октябре 2017 года WebMoney Transfer запустила собственный кешбэк-сервис, получивший название WebMoney Bonus.
В январе 2018 года WebMoney Transfer и компания «Эвотор» анонсировали предпринимателям новое решение для приёма офлайн-платежей WebMoney. Разработанное совместно с платёжным интегратором PayMaster решение предполагает специальную, бесплатную надстройку, интегрируемую в кассовый модуль, которая позволяет совершать платежи и получать информацию об оплате в режиме реального времени. Клиенту нужно лишь открыть мобильное приложение WebMoney, отсканировать с его помощью QR-код с чека или прямо с экрана кассы и подтвердить списание. В августе того же года WebMoney Transfer совместно с компанией «Штрих-М» и PayMaster представили аналогичное решение для крупного и среднего бизнеса.
Первым представителем крупного бизнеса, интегрировавшим в своё кассовое ПО оплату с электронного кошелька WebMoney через QR-код, стала сеть ресторанов быстрого питания Burger King. В феврале 2019 года было объявлено о запуске данного способа оплаты в более чем 600 ресторанах сети в 180 городах России.
24 мая 2018 года стало известно, что по решению СНБО Украины от 2 мая 2018 года платёжная система WebMoney была внесена в санкционный список. Данное ограничение предусматривает блокировку активов, возможности проведения торговых операций, вывода капиталов за пределы Украины, исполнения экономических и финансовых обязательств, а также предполагает запрет на выдачу разрешений, лицензий Национального банка Украины на осуществление инвестиций в другие государства, размещение валютных ценностей на счетах и вкладах на территории иностранного государства, на ввоз и вывоз из Украины валютных ценностей. Под запрет попадает возможность регистрации НБУ участника международной платёжной системы, передачи технологий и прав на объекты интеллектуальной собственности. Срок санкций установлен на период трёх лет.
В феврале 2019 года Сбербанк России объявил о присоединении системы расчётов Webmoney Transfer к своей системе мгновенных переводов.
В марте 2019 года международная система расчётов WebMoney ввела систему видеоидентификации клиентов, позволяющую подтвердить личность удаленно.
В июле 2019 года WebMoney объявила о выходе на рынок Узбекистана. Компания представила WMY-кошелёк в узбекских сумах, который можно пополнить через Uzcard, Oson и Paynet. Статус гаранта системы WebMoney по WMY получила компания из сектора финансовых технологий ООО BrioGroup, известная как разработчик платёжной системы OSON.
С 1 августа 2019 года в системе WebMoney Transfer стали вводиться P-кошельки, на которых отображается объём электронных денежных средств в российских рублях. Владельцам R-кошельков с ненулевыми остатками P-кошелёк предоставляется автоматически и пополняется на сумму, имеющуюся в R-кошельке. В России с 3 августа вступили в силу поправки в закон «О национальной платёжной системе», которые ограничивают пополнение электронных кошельков наличными. Ограничения ввели в рамках борьбы с финансированием терроризма и распространением наркотиков. Пользователи сервиса теперь не смогут вносить наличные на свои счета анонимно через платёжные терминалы и офисы операторов сотовой связи.
С 7 декабря 2021 по требованию Центрального банка на полгода приостановлены переводы по рублевым кошелькам WebMoney. Остаются только операции оплаты в торгово-сервисных предприятиях, уплата штрафов и налогов, вывод рублей на собственные банковские счета.
11 февраля 2022 года WebMoney объявила об остановке всех операций по P и R-кошелькам в связи отзывом лицензии у АО «Банк „ККБ“», гаранта и расчётного банка системы по рублёвым кошелькам.
В 2022 году WebMoney добавила два новых типа кошелька — WMF, обеспеченный Ethereum, и WMT, обеспеченный стейблкойном USDT.